# Бушуев, Михаил Серпионович
Михаил Серпионович Бушуев (12 ноября 1928 — 9 апреля 2010) — передовик советского сельского хозяйства, шофёр Томского пассажирского автотранспортного предприятия № 1 Министерства автомобильного транспорта РСФСР, Герой Социалистического Труда (1971).

## Биография
Родился в 1928 году в селе Пача (на территории современного Яшкинского района Кемеровской области) в крестьянской русской семье.
Завершил обучение в шести классах сельской школы в 1943 году. Стал работать в местном колхозе. В 1944 году окончил курсы комбайнёров на Пачинской МТС. В 1945 году окончил школу механизации сельского хозяйства. С 1945 года работал на комбайне в родном селе.
В 1949 году призван в Красную Армию на срочную службу. В 1952 году уволен в запас.
С 1953 года проживал в Томске и с этого же времени работал шофёром Томского пассажирского автотранспортного предприятия № 1 Министерства автомобильного транспорта РСФСР. Добивался высоких результатов в работе.
Указом Президиума Верховного Совета СССР от 4 мая 1971 года за достижение высоких показателей в перевозке грузов автомобильным транспортом Михаилу Серпионовичу Бушуеву присвоено звание Героя Социалистического Труда с вручением ордена Ленина и медали «Серп и Молот».
С 1988 года на пенсии. Являлся депутатом Томского городского Совета.
Проживал в Томске. Умер 9 апреля 2010 года. Похоронен в Томске на кладбище "Бактин". 

## Память
Его имя увековечено на памятнике автомобилистам в городе Москве. 

## Награды
За трудовые успехи удостоен:
- золотая звезда «Серп и Молот» (04.05.1971)
- два ордена Ленина (05.10.1966, 04.05.1971)
- другие медали.
- Почётный гражданин города Томска;
- Заслуженный работник транспорта РСФСР;
- Почётный автотранспортник.